# Radical Sonora
Radical Sonora, editado por Chrysalis, producido por Phil Manzanera y coproducido por el propio cantante en el año 1997, es el primer álbum de la carrera en solitario del cantante español Enrique Bunbury, exvocalista de la banda de rock Héroes del Silencio. En este trabajo, Bunbury rompió con su pasado como líder de la mítica banda española.
El álbum consta de doce temas (once en la versión para América) donde deja patente la exploración electrónica e industrial y la influencia de la música árabe. En este principio de su andar en solitario, Bunbury contó entre sus colaboradores con Alan Boguslavsky, el guitarrista rítmico de Héroes del Silencio; el teclista Copi Corellano, quien había colaborado en la grabación con Héroes del Silencio en el tema «La alacena», del álbum El espíritu del vino; el batería Ramón Gacías y el bajista Del Morán.
Entre los antiguos seguidores de Héroes del Silencio causó extrañeza la exploración y el giro hacia la electrónica que representó Radical Sonora. Además, buena parte del público veía en Bunbury al culpable de la disolución de su banda preferida, hecho reflejado en los coros de «¡Héroes, Héroes, Héroes!» durante los conciertos, expresando al mismo tiempo añoranza y recriminación. Todo esto hizo que el álbum no fuera un gran éxito de ventas.

## Lista de canciones
| N.º   | Título                                         | Escritor(es)                                                 | Duración |  |
| 1.    | «Big Bang»                                     | Alan Boguslavsky Enrique Bunbury Copi Corellano Ramón Gacías | 4:37     |  |
| 2.    | «Negativo»                                     | Bunbury                                                      | 4:00     |  |
| 3.    | «Encadenados»                                  | Bunbury                                                      | 4:33     |  |
| 4.    | «Contracorriente»                              | Boguslavsky Bunbury                                          | 3:49     |  |
| 5.    | «Planeta Sur»                                  | Boguslavsky Bunbury                                          | 4:23     |  |
| 6.    | «Alicia (expulsada al País de las Maravillas)» | Bunbury                                                      | 3:43     |  |
| 7.    | «Salomé»                                       | Bunbury                                                      | 4:39     |  |
| 8.    | «Servidor de nadie»                            | Bunbury                                                      | 3:10     |  |
| 9.    | «Despacio»                                     | Boguslavsky Bunbury Del Morán Copi Gacías                    | 4:36     |  |
| 10.   | «Polen»                                        | Bunbury                                                      | 4:10     |  |
| 11.   | «Nueve»                                        | Bunbury Copi                                                 | 4:12     |  |
| 12.   | «Alfa»                                         | Bunbury Copi Gacías                                          | 5:00     |  |
| 50:55 |                                                |                                                              |          |  |

### Curiosidades
- Además de las doce canciones publicadas en el disco, se destacan: «Liberat», «La prueba», «Distinto», «Hale Bopp», «El tiempo se va (No Time This Time)» (versión de The Police), «Koulsoum» (un juego de cintas de Big Bang, en que esta es grabado en reversa), «La fatiga», «América» y «Yo qué sé», las dos últimas nunca se han publicado y Enrique Bunbury refirió que se debieron perder en el asalto perpetrado a su casa en Los Ángeles.
- Otras canciones de la época, aparecieron en las cajas de sencillos lanzada en 2001: «Estrellas» (un blues andino que se interpretaba ya en la etapa final de la gira del 96 con Héroes del Silencio, e inspirada en El principito), «Who by Fire?» (de Leonard Cohen), «Watching the Wheels» (de John Lennon), «Confesión» (versión de Discépolo grabado en la gira musical de Radical Sonora), «El jinete» (de José Alfredo Jiménez), Bunbury asegura fue la primera canción que grabó tras la ruptura con Héroes del Silencio, «Don y maldición» (demo de Hale Bopp), versiones demo de «Alicia», «Servidor de nadie» y un jam con I.P.D de la época de Radical Sonora.
- El tema «Encadenados», fue compuesto para una participación de Enrique Bunbury en el álbum compilatorio Silencio = Muerte: Red Hot + Latin, la colaboración sería para tener a Andrea Echeverri de Aterciopelados como segunda voz.
- Pese a las críticas vertidas y a la disparidad de opiniones acerca del álbum, la obra cuenta con temas que han estado presentes en las giras musicales de Enrique Bunbury a lo largo de su carrera, como «Big bang», «Alicia (expulsada al País de las Maravillas)», «Salomé». Incluso más recientemente, en los directos Madrid, Área 51 y MTV Unplugged: El libro de las mutaciones, se han rescatado «Contracorriente» y «Planeta Sur», respectivamente.
- La edición para América Latina no incluye el tema «Nueve».
- Para Europa, se lanzó una edición limitada del álbum, en doble CD que incluyó un CD-ROM con contenido multimedia, consistente en una entrevista a Bunbury y un tras bambalinas de Radical Sonora de aproximadamente diez minutos, y el videoclip del tema «Salomé».
- La traducción, en árabe, al principio de la canción «Big-Bang» y presentando al músico y su álbum, es: -"Amigos y amigas/Señores y señoras. Gracias, muchas gracias. Hoy tenemos aquí a un músico cuyo nombre es Bunbury que presenta su nuevo disco, el primero, que se llama "Radical Sonora". Por favor, reciban con un fuerte aplauso a ¡Bunbury!"-. También en algunas canciones, a lo largo del álbum, se menciona la palabra jabibi, que significa mi amor, cariño mío...

## Videoclips
| N.º | Videoclip                                    | Año  |
| --- | -------------------------------------------- | ---- |
| 1.  | Salomé                                       | 1997 |
| 2.  | Alicia (expulsada al País de las Maravillas) | 1997 |
| 3.  | Planeta sur                                  | 1998 |